# Homalanthus ebracteatua
Homalanthus ebracteatua là một loài thực vật có hoa trong họ Đại kích. Loài này được Guillaumin mô tả khoa học đầu tiên năm 1932.